# ビクトル・カブレラ
ビクトル・カブレラ（Víctor Cabrera 、1993年2月7日 - ）は、アルゼンチン出身のプロサッカー選手。CAティグレ所属。ポジションはDF。

## クラブ経歴
CAリーベル・プレートのアカデミーでプレーをはじめ、2014年2月23日のCAコロン戦でトップチームデビュー。しかしその後はトップチームでの出番はなく、この試合が最初で最後の出場記録となった。
2015年1月8日、1シーズンの契約でモントリオール・インパクトに期限付き移籍。シーズン終了後の2016年1月23日に完全移籍に移行することが発表された。
2019年11月20日、ロメル・キオトとのトレードヒューストン・ダイナモに移籍。
2021年2月1日、CAティグレに移籍。

## タイトル

### クラブ
モントリオール・インパクト
- カナディアン・チャンピオンシップ: 2019[6]